# 李如璨
李如璨（？—1645年），又作李汝燦，字用章、衡嶠，江西南昌府南昌縣葛溪人，明朝、南明政治人物。

## 生平
李如璨是天啟元年（1621年）舉人，崇禎元年（1628年）成進士，授湖廣蘄水知縣，轉任刑科給事中。崇禎十年（1638年）閏正月，因為朝廷渴求直言，他上陳回天四要，談論財用政要弊病，大意指：「國家祖制原本是好的。但自從不用軍而設兵，人民開始不得安身；自從屯軍不耕而收餉，農夫開始不得維生。有兵不練習，士兵增加而餉糧減少；有餉不核查，餉糧多而多假冒士兵。近來核實使四出查核，而屢聞他們聚斂餉糧，冒名占有者沒有又減少，可謂有才能嗎！魏呈潤、詹爾選、李化龍、劉宗周都是一上表問題就遭罷黜，今天皇上下詔求直言，若能倘赦免他們，收為左右，那樣直言可以不求而至。輔成君道，尤其在於大臣，今天大臣瞻前顧後，結黨營私，又怎能怪經常發現盜賊啊。」崇禎帝怒，將李如璨入獄及削籍。黃道周營救未果。
弘光帝繼位，起用李如璨繼續擔任刑科給事中，清軍破南京，他身著喪服，傷心哀號，作祈死文以祈死，不久去世。

## 引用
1. 1 2  錢海岳《南明史·卷三十三·列傳第九》：李如璨，字用章，南昌人。崇禎元年進士。授蘄水知縣，遷刑科給事中。十年閏正月，因暵求直言，陳回天四要，論財用政要之弊，畧言：「國家祖制，於古稱善。自軍不用而兵設，民始不得安其身；自屯不耕而餉興，農始不得有其食。有兵不練，兵增而餉益匱；有餉不核，餉多而兵愈冒。比者核實使四出，而掊克屢聞，占冒不減，可謂有政事乎！魏呈潤、詹爾選、李化龍、劉宗周皆以一鳴輒黜，今下詔求直言，倘赦其前愚，收之左右，是直言不求而至也。若夫輔成君道，尤在相臣，今此瞻彼顧，結黨徇私，又何怪水旱盜賊之屢見哉。」上怒，下獄削籍。黃道周救之，不聽。
2. 1 2  同治《南昌縣志·卷十一·選舉志上》：天啟元年辛酉鄉試……李汝【如】燦 葛溪人，字用章，一字衡嶠，崇禎戊辰進士
3. ↑  《崇禎實錄·卷之十》：崇禎十年春正月甲子，刑科給事中李如燦上言：『今日之旱，殆非尋常災異也。天下財賦之地，已空其半；又遇驕陽亢旱，吳、越、楚、豫、燕、齊之間不知幾千萬里，是所未盡空者，殆將並空矣。而所以斂怒干和者，皆理財為之害也。財用別無足法，恃有政事；國朝酌定經制，千古稱善。今者不念下民卒癉，但云急當治標；自增兵而民始不得安其身，更加餉而農始得不有其食。有兵不練，兵愈增而餉愈難措；有餉不核，餉日加而兵愈得冒。即今核實之使四出，而掊克屢聞；清派之令日嚴，而占冒未減：可謂有政事乎？若夫輔成君德、安攘中外，尤在相臣；賴其決策。今俱泯默，未有聞也；此瞻彼顧，徇私結黨。蓋自八、九年間拂戾干和之事始未政本積於四海，又何怪天旱地坼、日食風變之屢見哉』！上怒，下汝燦於獄。
4. ↑  錢海岳《南明史·卷三十三·列傳第九》：安宗立，起故官。南京亡，衰絰哀號，作祈死文祈死，尋卒。